# 圣加仑研讨会
圣加仑研讨会（英語：St. Gallen Symposium）是每年在瑞士圣加仑大学举办的研讨会，前身是圣加仑国际管理研讨会和ISC研讨会。圣加仑研讨会旨在促进国际间来自不同文化背景和不同年龄段的管理英才们的交流对话，并致力于保护和发展社会化的和自由的经济秩序。

## 历史
作为对1968年欧洲爆发了大规模学生示威的另一种反应，五名圣加仑大学的学生自发建立了国际学生委员会并开始举办了圣加仑研讨会。如今，它已经发展成为了一个超过千人参加但仍然由学生主办的国际年度盛会。一些知名人士，包括Josef Ackermann, 穆罕默德·哈塔米, Robert Dudley 和 Ratan Tata也是近些年研讨会的演讲嘉宾。